# Nicole Maurer (sciatrice)
Nicole Maurer (28 gennaio 2000) è una saltatrice con gli sci canadese.

## Biografia
Originaria di Calgary e attiva dal luglio del 2015, la Maurer ha esordito in Coppa del Mondo il 15 febbraio 2017 a Pyeongchang Alpensia (26ª) e ai Campionati mondiali a Lahti 2017, dove si è classificata 39ª nel trampolino normale, mentre nella rassegna iridata di Planica 2023 si è piazzata 6ª nella gara a squadre e a quelli di Trondheim 2025 è stata 21ª nel trampolino normale e 24ª nel trampolino lungo; non ha preso parte a rassegne olimpiche.

## Palmarès

### Coppa del Mondo
- Miglior piazzamento in classifica generale: 38ª nel 2024